# 博贝利夫卡
51°46′44″N 34°24′44″E / 51.77889°N 34.41222°E
博贝利夫卡（烏克蘭語：Бобилівка）是位於烏克蘭東北部的村莊，由蘇梅州紹斯特卡區的埃斯曼市鎮負責管轄。該村處於克列文河畔，距離小博贝利夫卡2公里，海拔高度169米，2001年人口3。